# アメリカネナシカズラ

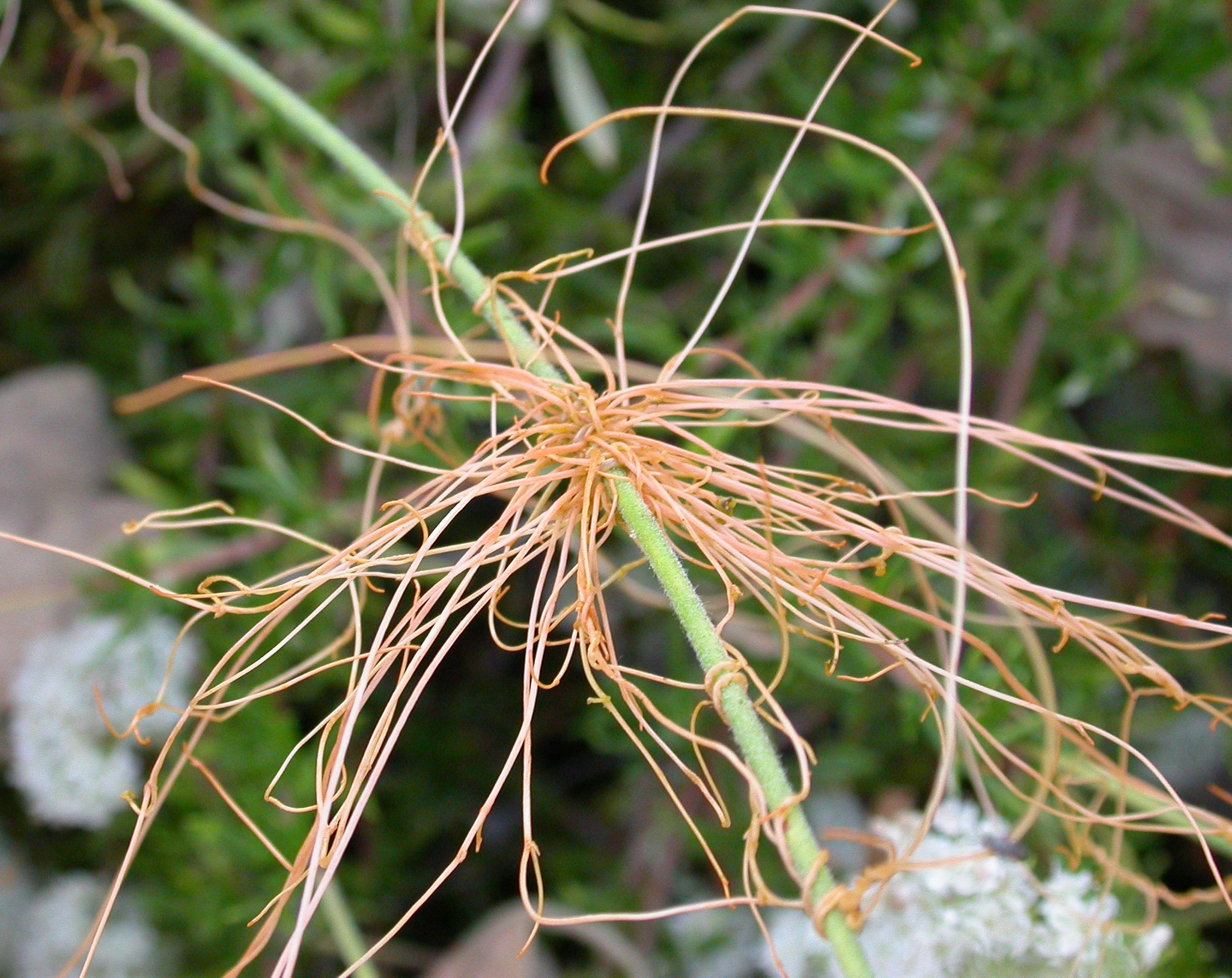
ほかの植物の茎に絡みつく、アメリカネナシカズラのつる

アメリカネナシカズラ（学名: Cuscuta campestris）は、ヒルガオ科・ネナシカズラ属に分類される一年草の一種。北米原産。寄生植物。別名オオバナアメリカネナシカズラ。中国名は、原野菟絲子。

## 特徴
一年生の寄生植物。草丈50センチメートル (cm) 。茎は径1ミリメートル (mm) 前後と細く、淡黄色から淡黄赤色で、宿主となる他の植物に左巻きで巻き付き、小突起状の吸盤で絡みついて生長するつる植物。葉緑素をもたず、葉も退化している。寄生宿主となる植物は、マメ科、アカザ科、キク科、アカバナ科、タデ科、イネ科など範囲が広い。
花期は夏から秋（8 - 10月）。花は茎のところにかたまって白い花を咲かせる。花の径は3 mm、花弁は5裂して裂片は三角形、花筒の内側には5個の鱗片があり縁が細かく裂けている。雄蕊は5個、雌蕊は1個で花柱は2本ついて柱頭は球形。萼は先が浅く5裂して裂片の先が円い。果実は2 - 3 mmで、花柱と雄蕊が残存し、熟すと不規則に裂ける。種子は長さ2 mmほどである。

## 分布と生育環境
北アメリカを原産地とする。ヨーロッパ、アジア（日本を含む）、ロシア、オーストラリアに移入分布する。
温帯から熱帯の畑地、牧草地、荒地、河川敷、海浜などが生育環境である。他の植物の上に覆いかぶさるようにして群生している。

## 外来種問題
日本では1970年頃に東京都府中市の多摩川付近で初めて確認された。現在では北海道から九州までの全国に定着が拡大している。輸入穀物や緑化用の植物種子に混じって非意図的に導入されたものと考えられる。
ジャガイモやナスなどのさまざまな農作物や園芸植物に寄生し、生育を阻害する。外来生物法により要注意外来生物に指定されている。